# Extreme Rusher
Extreme Rusher (chinesisch 极速飞车) im Happy Valley (Chaoyang, Peking, China) ist eine Stahlachterbahn des Herstellers S&S Power, die am 14. Mai 2011 eröffnet wurde. Mit einer Höchstgeschwindigkeit von 134 km/h war sie zu ihrer Eröffnung die schnellste Achterbahn Chinas und eine der schnellsten Achterbahnen der Welt.
Insgesamt ist die Strecke 850 m lang und erreicht eine Höhe von 52 m.

## Züge
Extreme Rusher verfügt über zwei Züge mit jeweils sechs Wagen. In jedem Wagen können vier Personen (eine Reihe) Platz nehmen.